# Coconut Island (Floride)
Coconut island a été une île fluviale éphémère de l'embouchure de la Marco River sur la côte sud-ouest de la Floride, créée par un ouragan en 1960 et submergée en 2005.

## Historique
Lors de son passage en 1960, l'Ouragan Donna fragmente l'île fluviale de Sea Oat : son extrémité sud se retrouve isolée. Le nouvel îlot mesure environ 210 mètres de long et 130 mètres dans sa plus grande largeur. Elle crée un obstacle que les bateaux doivent contourner pour gagner le golfe. 
L'île se couvre de quelques arbres et devient une zone de nidification pour des pygargues à tête blanche et plusieurs espèces d'oiseaux marins. Des habitants de l'île voisine de Marco ou de la ville de Naples l'apprécient comme but d'excursion, et passent la nuit à l'ancre à proximité. 
À partir de 1967, l'île subie une érosion rapide, qui divise sa superficie par 10 en 1990. L'érosion naturelle n'est pas la seule responsable de sa régression : vers les fin des années 1990, les botanistes de la Réserve nationale des estuaires de la Rookery Bay font arracher tous les arbres de l'île, au motif qu'il s'agit d'une végétation exogène qui étouffe le biotope naturel. Les plages disparaissent peu à peu, et en 2005 une campagne de dragage dans l'estuaire lui porte le coup fatal, modifiant les courants. L'île disparaît en quelques semaines.